# 128062 Szrogh
128062 Szrogh este un asteroid din centura principală de asteroizi.

## Descriere
128062 Szrogh este un asteroid din centura principală de asteroizi. A fost descoperit pe 6 iulie 2003 la Piszkesteto de Krisztián Sárneczky și Brigitta Sipőcz. Asteroidul prezintă o orbită caracterizată de o semiaxă mare de 3,07 ua, o excentricitate de 0,16 și o înclinație de 13,9° în raport cu ecliptica.